# Jordi Vanlerberghe
Jordi Vanlerberghe (Duffel, 27 juni 1996) is een Belgische voetballer die zowel centraal in de verdediging als centraal op het middenveld uitgespeeld kan worden. Sinds 2024 staat hij onder contract bij Brøndby IF.

## Carrière

### KV Mechelen
Vanlerberghe doorliep de jeugdreeksen van KV Mechelen en maakte zijn debuut in het eerste elftal op 27 oktober 2012 in de met 3-0 gewonnen thuiswedstrijd tegen K. Lierse SK. Hij mocht in de 88ste minuut invallen voor de Deen Nicklas Pedersen.

### Club Brugge
In de zomer van 2017 nam Club Brugge hem over van KV Mechelen en bood hem een contract aan van 4 jaar. Club werd dat seizoen kampioen, Vanlerberghe kwam onder trainer Ivan Leko echter weinig aan spelen toe. In juli 2018 werd dan ook beslist hem uit te lenen aan KV Oostende waar hij wordt herenigd met Gert Verheyen, zijn voormalige coach bij de Belgische beloftenploeg. Vanlerberghe speelde een goed seizoen bij Oostende waar hij een vaste basispion was. Na afloop van dit seizoen keerde hij terug naar Club Brugge waar geen toekomst meer voor hem weggelegd lag.

### Terugkeer KV Mechelen
In het seizoen 2019/20 werd Vanlerberghe opnieuw uitgeleend, ditmaal aan ex-club KV Mechelen. Na afloop van deze uitleenperiode besloot Mechelen om Vanlerberghe opnieuw definitief vast te leggen.

## Statistieken
| Seizoen | Club          | Land                | Competitie         | Competitie | Competitie | Beker | Beker | Supercup | Supercup | Totaal | Totaal |
| Seizoen | Club          | Land                | Competitie         | Wed.       | Dlp.       | Wed.  | Dlp.  | Wed.     | Dlp.     | Wed.   | Dlp.   |
| ------- | ------------- | ------------------- | ------------------ | ---------- | ---------- | ----- | ----- | -------- | -------- | ------ | ------ |
| 2012/13 | KV Mechelen   | Vlag van België     | Jupiler Pro League | 1          | 0          | 0     | 0     | —        | —        | 1      | 0      |
| 2013/14 | KV Mechelen   | Vlag van België     | Jupiler Pro League | 6          | 1          | 0     | 0     | —        | —        | 6      | 1      |
| 2014/15 | KV Mechelen   | Vlag van België     | Jupiler Pro League | 2          | 0          | 1     | 1     | —        | —        | 3      | 1      |
| 2015/16 | KV Mechelen   | Vlag van België     | Jupiler Pro League | 16         | 0          | 2     | 0     | —        | —        | 18     | 0      |
| 2016/17 | KV Mechelen   | Vlag van België     | Jupiler Pro League | 22         | 2          | 0     | 0     | —        | —        | 22     | 2      |
| 2017/18 | Club Brugge   | Vlag van België     | Jupiler Pro League | 7          | 0          | 1     | 0     | 0        | 0        | 8      | 0      |
| 2018/19 | → KV Oostende | Vlag van België     | Jupiler Pro League | 31         | 4          | 2     | 0     | —        | —        | 33     | 4      |
| 2019/20 | → KV Mechelen | Vlag van België     | Jupiler Pro League | 17         | 3          | 0     | 0     | —        | —        | 17     | 3      |
| 2020/21 | KV Mechelen   | Vlag van België     | Jupiler Pro League | 31         | 2          | 3     | 0     | —        | —        | 34     | 2      |
| 2021/22 | KV Mechelen   | Vlag van België     | Jupiler Pro League | 33         | 2          | 3     | 0     | —        | —        | 36     | 2      |
| 2022/23 | KV Mechelen   | Vlag van België     | Jupiler Pro League | 20         | 2          | 3     | 0     | —        | —        | 23     | 2      |
| 2023/24 | KV Mechelen   | Vlag van België     | Jupiler Pro League | 21         | 0          | 1     | 0     | 1        | 0        | 23     | 0      |
| 2023/24 | Brøndby IF    | Vlag van Denemarken | Superligaen        | 12         | 1          | 0     | 0     | —        | —        | 12     | 1      |
| Totaal  | Totaal        | Totaal              | Totaal             | 219        | 17         | 16    | 1     | 1        | 0        | 236    | 18     |

## Erelijst
| Kampioen België    | 1x | 2017/18 |
| Belgische Supercup | 1x | 2018    |

1 Pentz ·
2 Sebulonsen ·
4 Rasmussen  ·
5 Lauritsen ·
6 Spierings ·
7 Vallys ·
9 Omoijuanfo ·
10 Wass ·
11 Bundgaard ·
14 Mensah ·
16 Mikkelsen ·
17 Rajovic ·
18 Tshiembe ·
22 Radošević ·
24 Divković ·
28 Suzuki ·
30 Vanlerberghe ·
31 Klaiber ·
32 Alves ·
35 Nartey ·
36 Kvistgaarden ·
37 Bischoff ·
46 Che ·
Coach: Sørensen
· Keeperstrainer: Ankergren